# Dominik Janošek
Dominik Janošek (ur. 13 czerwca 1998 w Brnie)  – czeski piłkarz grający na pozycji środkowego pomocnika lub lewoskrzydłowego w holenderskim klubie NAC Breda. Młodzieżowy reprezentant Czech.